# 존 거든
존 거든 경(영어: Sir John Bertrand Gurdon, FRS, 1933년 10월 2일 ~ )은 영국의 생물학자이다. 영국 케임브리지 대학교를 졸업하였으며, 2012년 야마나카 신야와 함께 노벨 생리학·의학상을 공동 수상하였다.

## 분화된 체세포를 reprogramming(리프로그래밍) 시키기
거든 교수는 제노푸스(en:Xenopus, 개구리의 한 종류))를 사용하였는데, 이 동물은 cell tracing system을 사용하여 이식한 핵으로부터 유래한 배아 세포들을 구분할 수 있다는 큰 장점을 가지고 있었다. 자외선(UV)을 쬐어주어 난자의 핵을 제거한 뒤 올챙이의 소장 상피에서 분화된 세포의 핵을 이식시키자 몇몇의 올챙이들이 발생되었고 연속적으로 핵을 이식하자 효율이 더욱 높아졌다. 이 전략을 사용하여, 거든 교수는 많은 부분의 소장 상피 세포를 reprogramming해 보였다. 그는 분화된 체세포는 pluripotency를 다시 회복할 수 있는 가능성을 가진다고 결론지었으며, 추가 실험으로 어른 개구리에서 얻은 핵과 배아의 분화된 세포에서 얻은 핵을 모두 사용해 올챙이를 발생시켰다.

## 핵 이식을 통한 재프로그래밍의 발전
거든 교수의 발견으로 체세포 핵 이식(SCNT, Somatic Cell Nuclear Transfer)]을 중심으로 분화된 체세포의 reprogramming과 어떻게 세포들이 분화되는 지를 연구하는 새로운 분야가 생겨났다. 최초로 복제된 동물인 복제양 돌리는 성체의 포유류 상피 세포에서 핵이 제거된 양의 난자로 체세포 핵 이식된 후 태어났다. 이 실험은 거든 교수의 연구에 근거하였으나 그 기술을 약간 변형하여 사용하였는데, 정지 상태(quiescence, 휴면 상태)에 돌입한 포유류의 샘 상피세포를 사용하여 초기 발달 단계의 배아가 더 잘 synchronize(모든 세포들이 같은 세포 주기를 가지는 것)되게 만들었다. 복제양 돌리를 시작으로, 여러 가지 포유류들의 clone을 만드는 데에 체세포 핵 이식이 이용되고 있다. 쥐에서 면역계의 B세포와 T세포의 핵을 이식한 실험이 성공함으로써, 재배열된 immunoglobulin 유전자나 T-cell receptor 유전자 역시 쥐의 발달을 일으킬 수 있게 reprogrammed 될 수 있다는 사실이 밝혀졌다.

## 과학에 미친 영향
이미 분화가 끝난 체세포에 UV(자외선) 처리를 통해 분화되기 이전의 상태인 유도만능줄기세포로 역분화시킨다는 것은 세포학에 대한 기존의 견해를 뒤집는 획기적인 것이었다. 복제양 돌리의 탄생 이 후에도, 여러 포유류에게 이 실험 방법이 시도되었고, 일본의 야마나카 신야는 거든이 기반을 세운 역분화를 현실적인 기술로 구현하여 체세포로부터 유도만능줄기세포를 확립하는 새로운 분야를 개척하였다. 유도만능줄기세포는 환자 자신의 체세포를 이용하여 만들기 때문에 면역거부 반응이 없을 뿐 아니라 수정란에서 발생하고 있는 배아를 파괴하여야만 얻을 수 있었던 배아줄기세포 연구에서 비난받았던 윤리적인 문제도 해결해준다. 앞으로 이를 이용하여 환자에게 맞는 신약을 개발하는 등 맞춤형 치료가 가능해질 수 있으며, 재생의학이나 난치병 치료 등 의료 전반에 두루 유용하게 쓰이리라 기대되고 있다.

## 서훈
- 1995년 기사작위(Knight Bachelor) 서임